# 파란 눈의 인형

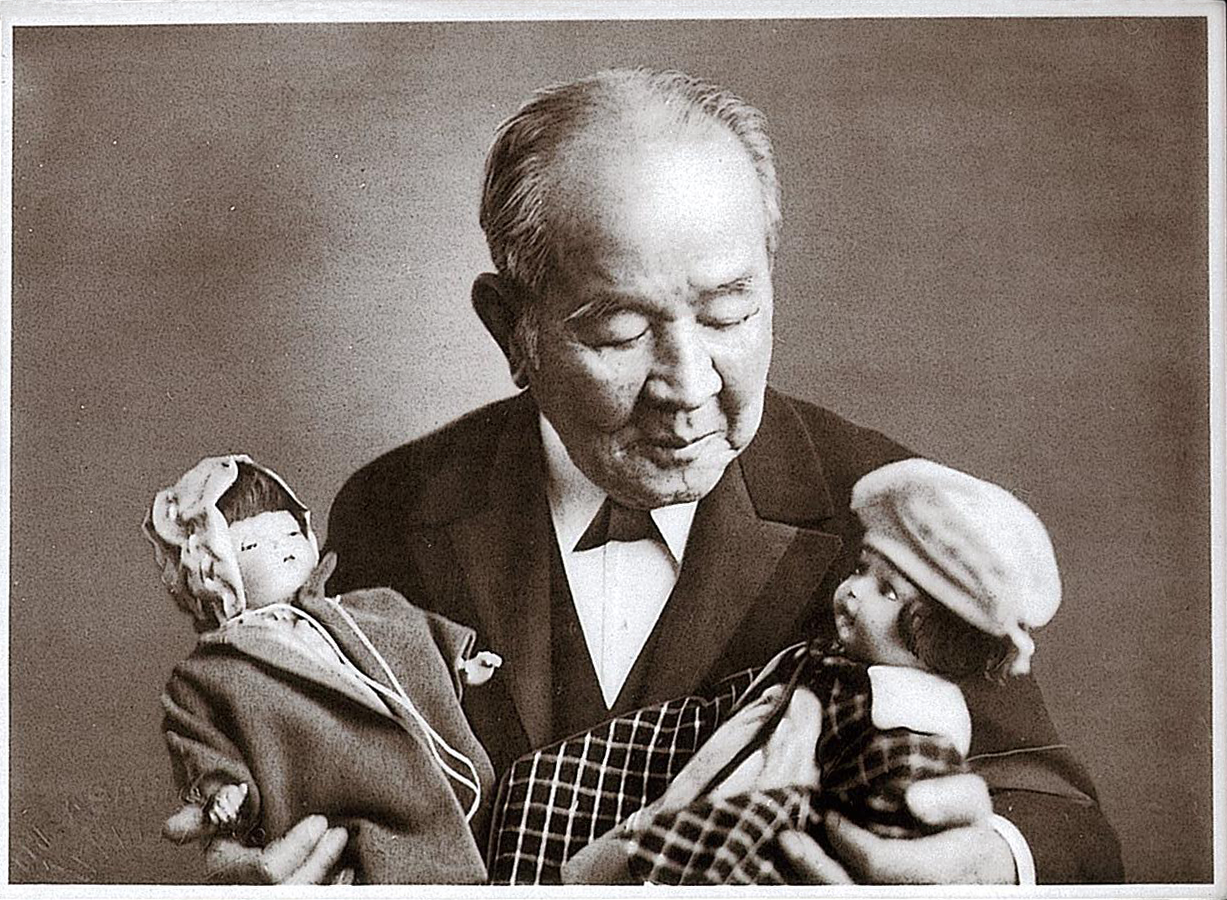
시부사와 에이이치와 파란 눈의 인형 (사진은 시부사와 사료관 소장)

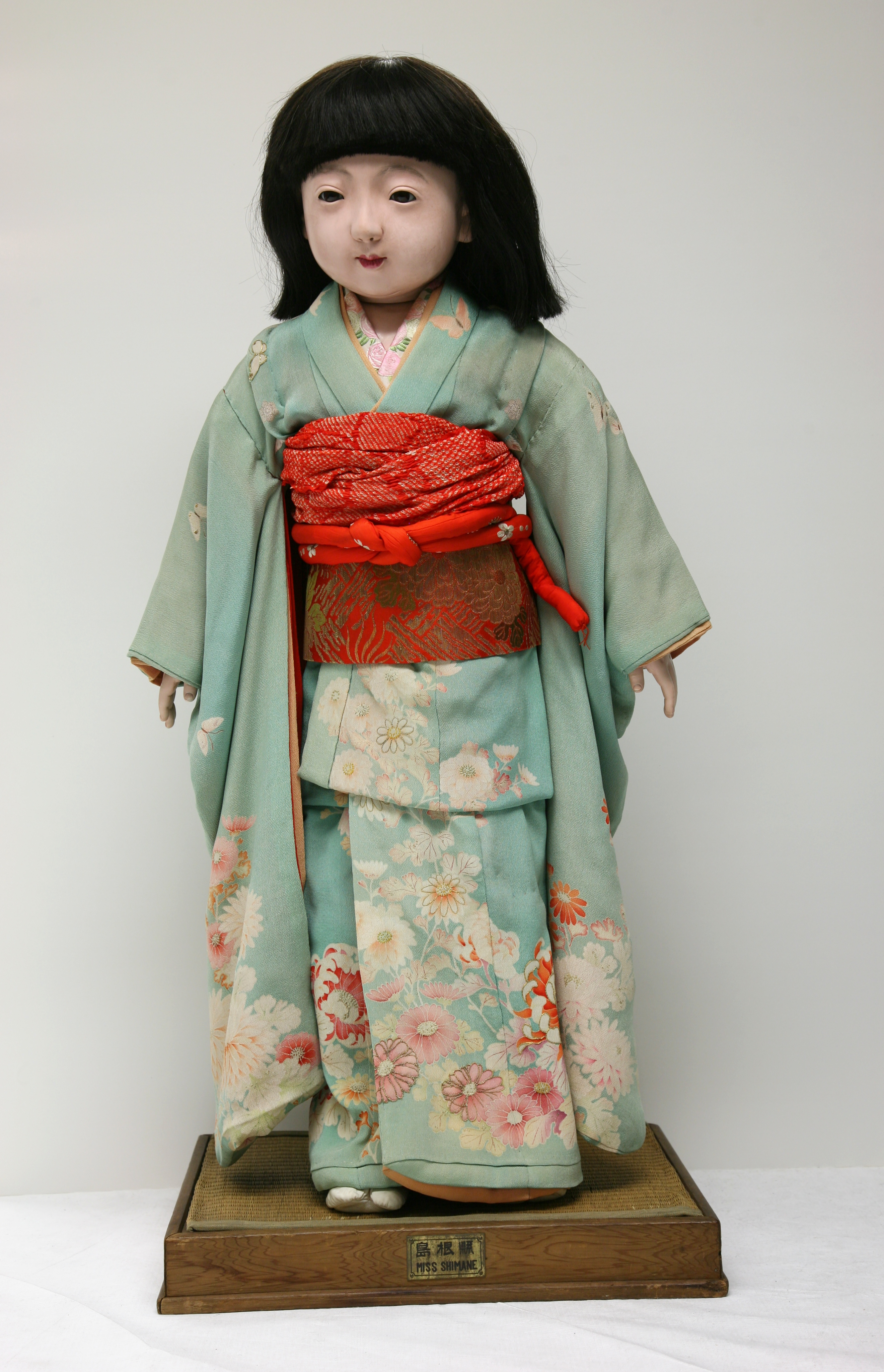
인디애나폴리스 어린이 박물관에 소장중인 답례 인형

파란 눈의 인형(일본어: 青い目の人形 아오이메노닌교[*]) 또는 우정인형(일본어: 友情人形 유조닌교[*])은 1927년에 미국이 일본에게 준 인형이다.

## 개요
러일 전쟁 후 일본이 만주의 권익을 잡으면서, 중국 진출을 엿보고 있던 미국과 정치적 긴장이 고조되고 있었다. 또한 1924년 배일이민법이 성립되었으며, 양국 국민의 대립이 심해지고 있었다. 그런 가운데 1927년 3월 미국과 일본의 충돌을 우려하고 긴장을 문화적으로 완화시키려고 미국인 선교사 시드니 귤릭이 제창하고 친선 활동이 이루어졌다. 그 일환으로 미국에서 일본 우선에서 일본의 어린이에게 보낼 12,739개의 파란 눈의 인형이 보내졌다. 중개자는 시부사와 에이이치였다. 파란 눈의 인형은 일본 각지의 유치원, 초등학교에 배부되었다.
답례로, 시부사와 에이이치를 중심으로 인형 58개가 같은 해 11월 일본에서 미국으로 보내졌다. 태평양 전쟁 중에는 인형 대부분이 소각되었다. 그러나 처분을 하기 싫었던 사람들이 인형을 숨겼고, 전쟁이 끝나자 학교 등에서 발견되었다. 현존하는 인형은 2010년 현재 323개에 불과하지만, 미일 친선과 평화를 보여주는 자료로서 소중히 보존되고있다.

## 같이 보기
- 고케시